# 周慶峻
周慶峻（原名周慶鑽，1943年6月28日—2021年6月16日）是香港及台灣兩地的社運分子，中華愛國同心會會長和中国民主进步党主席，同時也是在中國大陸投資農漁產事業的台商之一，於2018年改組愛國同心會為中華愛國同心黨並出任首任黨主席。曾在臺灣因觸犯選舉法被判刑，但判決出爐不久旋即因新冠肺炎病逝。

## 生平
周慶鑽1943年生於广东省海丰县（今属汕尾市城区红草镇靑草居委石尾（美）社）的一個大地主家庭，生父與繼父均為地主，在1950年代被批鬥抄家及勞改，家庭背景亦令周被初戀情人分手。種種經歷使他早年反共並決心偷渡香港，經過兩次失敗，被判勞改一年，最終於1961-62年間為逃避文革而再次逃港並成功抵達。周來港後曾任工廠工人、貨車司機與雜誌編輯，並於工餘時間延續反共政見積極參與社運，特別重點參與偷渡者人權及香港前途問題等議題，其時更主張香港自決，更先後參與1982及1985兩屆香港區議會選舉但落敗。1982年與臺灣女子林明美結婚，憑婚姻關係以及1949年前大陸出生的身分成功申請中華民國國籍。約於中英談判前後因恐共而隨妻移居臺灣，定居後改為現名並參選1995年中華民國立法委員選舉，亦以大比數落敗。此後政見即開始大幅轉向為親共，組建中華愛國同心會並頻繁於臺灣攻擊獨派及民主人士。
2021年5月18日，因為收取中共國台辦資助並依國台辦及上海市台辦指示在台發展組織吸收成員以及協助同為中華愛國同心會成員的張秀葉參選2018年九合一大選期間一同在台北市中山區「一郎」日本料理餐廳舉辦餐會涉賄，被台北地方法院依違反選舉罷免法，獲判三年半有期徒刑，褫奪公權三年。
涉賄判決於5月18日公布，當天正好爆發萬華群聚案，周慶峻亦同受感染並於當天確診，由於其本身患慢性病導致病情為重症，在台北市立聯合醫院中興院區專責病房救治，但病情一直反覆，至6月16日早上急轉直下，進行插管，2021年6月16日下午一時許因併發嚴重，緊急搶救無效病逝，終年77歲。

## 事件及爭議
- 2001年，率眾襲擊當時正在處理興票案的律師莊柏林。
- 2003年11月2日，他率愛國同心會成員在圓山大飯店抗议居於美國的中國大陸民運人士曹長青發表支持台獨的相關言論，双方发生肢体冲突，事后周慶峻被判20天拘役。
- 2008年西藏314事件爆發後，率同心會部分成員，攻擊達賴喇嘛西藏宗教基金會成員。
- 2013年6月起，周時常率眾前往台北101大樓廣場騷擾法輪功成員。其中發生於2010年4月18日的一次行動造成暴力傷害，已於臺灣高等法院101年度上易字第2959號判決確定。
- 因誹謗法輪功妨害名譽，經最高法院判決確定，2015年4月25日臺灣《中國時報》及《聯合報》四分之一版面刊登同心會周慶峻對法輪功團體及前理事長張清溪的公開道歉啟事。周慶峻卻說根本不知情，向媒體指道歉啟事跟法院判決不同，經法輪功方面拿出法院文件說明，東森新聞做出澄清報導，證實周慶峻道歉啟事是真實的[10]。
- 2018年九合一地方選舉，張秀葉以中國民主進步黨籍，參選台北市中正、萬華區市議員，卻與愛國同心會會長周慶峻等人，以餐會方式賄選，案經台北地檢署起訴後，張女便潛逃中國遭通緝。周慶峻則於法院判決當天因新冠肺炎病逝[11]。

## 外部連結
- 周慶峻的Facebook專頁
- YouTube上的周慶峻頻道